# La mia vita con Derek
La mia vita con Derek (Life with Derek) è una sitcom canadese per ragazzi trasmessa dal 2005 al 2009 da Family Channel in Canada e in Québec, Germania, Israele, Francia, Stati Uniti, Messico, Italia, Portogallo e Sud America da Disney Channel, in Australia e Asia su Nickelodeon. La serie è composta da quattro stagioni.

## Trama
Un uomo divorziato di nome George Venturi, con la custodia dei suoi due figli maschi (Derek e Edwin) e della figlia femmina (Marti), i cui maschi sono trasandati e non badano molto all'igiene e all'ordine, sposa una donna divorziata (Nora) che a sua volta ha due figlie: Casey e Lizzie, pulite e super intelligenti.
Le due famiglie non hanno molto in comune perché, prima del matrimonio tra George e Nora, la famiglia Venturi era un circolo maschile, nonostante la presenza della piccola Marti, invece la famiglia McDonald era un posto calmo, tranquillo, pulito, organizzato. Praticamente un paradiso!
Queste due famiglie, con parecchie avversità, si ritrovano a vivere sotto lo stesso tetto ed è proprio da questo momento che iniziano a crearsi i primi problemi: i ragazzi non vanno d'accordo, soprattutto Derek e Casey che si ritrovano sempre a litigare e a farsi i dispetti, al contrario di Lizzie e Edwin che occupano il loro tempo a studiare i litigi fra i due fratelli maggiori.

## Episodi
La serie conta 4 stagioni e 70 episodi. L'edizione originale è stata trasmessa in Canada dal 18 settembre 2005 al 15 marzo 2009 su Family Channel.
In Italia la serie è stata trasmessa in prima visione su Disney Channel dal 16 ottobre 2006. In seguito è andata in onda in chiaro su Cielo, a partire dal 6 settembre 2010.
| Stagione         | Episodi | Prima TV originale | Prima TV Italia |
| ---------------- | ------- | ------------------ | --------------- |
| Prima stagione   | 13      | 2005-2006          | 2006            |
| Seconda stagione | 13      | 2006               | 2007            |
| Terza stagione   | 26      | 2007-2008          | 2008            |
| Quarta stagione  | 18      | 2008-2009          | 2009            |

## Personaggi e interpreti

### Personaggi principali
- Casey McDonald, interpretata da Ashley Leggat, doppiata da Gemma Donati:
Primogenita di Nora, è una ragazza molto studiosa e organizzatissima che inizialmente farà tanta fatica ad ambientarsi nella nuova famiglia allargata. Sorgono subito contrasti con il fratellastro Derek.
- Derek Venturi, interpretato da Michael Seater, doppiato da Alessio De Filippis.
Primogenito di George, litiga spesso con Casey e si diverte a farle degli scherzi. È un play-boy che gioca ad hockey sul ghiaccio, suona nei D-ROCK e non ama lo studio, tanto che è stato bocciato una volta.
- George Venturi, interpretato da John Ralston, doppiato da Niseem Onorato.
Marito di Nora e padre di Derek, Edwin e Marti. Da giovane aveva lo stesso carattere scherzoso di Derek, ma sa comunque come farsi rispettare dal figlio quando combina qualche disastro.
- Nora McDonald-Venturi, interpretata da Joy Tanner, doppiata da Barbara De Bortoli.
Moglie di George e mamma di Casey e Lizzie. È preoccupata dal fatto che Casey e Derek litighino sempre e tante volte deve richiamare all'ordine anche suo marito George.
- Edwin Venturi, interpretato da Daniel Magder, doppiato da Jacopo Bonanni.
È il fratello minore di Derek. Adora le statistiche, in particolare studiare il comportamento dei fratelli adolescenti.
- Lizzie McDonald, interpretata da Jordan Todosey, doppiata da Letizia Ciampa.
È la sorella minore di Casey. Gioca a calcio femminile e si trova spesso coinvolta nelle liti tra Casey e Derek, ovviamente prendendo sempre le parti della sorella.
- Marti Venturi, interpretata da Ariel Waller, doppiata da Angelica Bolognesi.
È la sorella minore di Derek ed Edwin. Non sembra essere per niente una Venturi, anche se qualche volta finisce vittima di alcuni scherzetti di Derek.

### Personaggi secondari
- Paul Greebie, interpretato da Arnold Pinnock.
È il consulente scolastico da cui Casey va a rivolgersi quando ha problemi.
- Sam Richards, interpretato da Kit Weyman.
È il migliore amico e compagno di squadra e di band di Derek. È stato fidanzato con Casey.
- Ralph, interpretato da Shane Kippel.
È amico di Derek e Sam, con i quali suona insieme nei D-ROCK. Si fidanza con Emily.
- Emily Davis, interpretato da Shadia Simmons.
È la migliore amica di Casey e, dalla fine della 4ª stagione, fidanzata di Derek.
- Frank, interpretato da Ryan Cooley.
È uno degli amici di Derek.
- Victoria, interpretato da Sarah Gadon.
È la cugina di Casey.
- Sheldon, interpretato da William Greenblatt.
È uno studente della scuola che spesso mette i bastoni tra le ruote a Casey e Derek.
- Kendra, interpretata da Lauren Collins.
È stata la fidanzata di Derek tra la 2ª e la 3ª stagione.
- Max Miller, interpretato da Robbie Amell.
È stato il fidanzato di Casey nella 3ª stagione.
- Sally, interpretata da Kate Todd.
Collega di Derek allo Smelly Nelly, in seguito sua fidanzata tra la 3ª e la 4ª stagione.
- Truman French, interpretato da Joe Dinicol.
È il fidanzato di Casey dalla 4ª stagione.
- Amanda, interpretata da Jessica Levy.
Appare dalla 4ª stagione ed è la fidanzata di Ralf.
- Preside Lassiter, interpretato da John Nelles.
Preside del liceo di Casey e Derek dalla 2ª alla 4ª stagione, è molto severo e rigido.
- Tinker, interpretato da Michael Kanev.
È un ragazzo del liceo molto intelligente e legato al preside Lassiter.
- Noel, interpretato da Adam Butcher.
Compagno di scuola di Casey. Tra loro non c'è stato amore, ma una profonda amicizia.
- Jamie, interpretato da Keir Gilchrist.
Compagno di classe e dalla 4ª stagione fidanzato di Lizzie.
- Teddy, interpretato da Cameron Ansell.
È un amico di Edwin che porta scompiglio in casa Venturi, ma soprattutto a Derek.
- Dennis, interpretato da Rick Roberts.
È il padre naturale di Casey e Lizzie che compare solo una volta.

## Premi e riconoscimenti
- La serie si è aggiudicata per due volte il Gemini Award, riconoscimento per le serie televisive canadesi, nel 2007 e nel 2009.
- Il produttore Jeff Biederman ha vinto il WGC Award (Writers Guild of Canada), premio destinato ai produttori canadesi, nel 2006 per l'episodio della prima stagione The Party.